# Kelly Miller
Kelly Marie Miller (ur. 6 września 1978 w Rochester) – amerykańska koszykarka grająca na pozycji rozgrywającej.
Jej siostra bliźniaczka Coco była także zawodową koszykarką. Występowały wspólnie w drużynie akademickiej Georgia Lady Bulldogs oraz zespołach Birmingham Power (NWBL), Fenerbahçe, Lattes-Maurin Montpellier, Samsun, Atlanta Dream. Wcześniej zdobyły wspólnie mistrzostwo szkół średnich stanu Minnesota (1997), uzyskując rezultat 27–0.

## Osiągnięcia
Na podstawie, o ile nie zaznaczono inaczej.

### NCAA
- Uczestniczka:
  - NCAA Final Four (1999)
  - turnieju NCAA (1998–2001)
- Mistrzyni:
  - turnieju konferencji Southeastern (SEC – 2001)
  - sezonu regularnego konferencji SEC (2000, 2001)
- Koszykarka Roku:
  - NCAA według Women's Basketball Journal (2000)
  - Konferencji SEC (2000, 2001)
- Defensywna Zawodniczka Roku SEC (2000)
- Laureatka James E. Sullivan Award (1999)
- Zaliczona do:
  - I składu:
    - I składu All-American (1999 przez Kodaka, 2001 przez Associated Press, USBWA, Basketball Times)
    - SEC (1998–2001)

  - II składu All-American (2001 przez Sports Illustrated)
  - Circle of Honor Georgia Lady Bulldogs (2016)

### WNBA
- Mistrzyni WNBA (2007)
- Wicemistrzyni WNBA (2001, 2010)
- Największy Postęp WNBA (2004)
- Liderka WNBA w skuteczności rzutów za 3 punkty (2002)[6]

### Drużynowe
- Mistrzyni:
  - Euroliga (2008–2010)
  - Rosji (2008)
  - Turcji (2004)
- Wicemistrzyni:
  - Rosji (2009, 2010, 2014)
  - Francji (2006)
- Brązowa medalistka mistrzostw Turcji (2003)
- Zdobywczyni:
  - Superpucharu Europy (2009)
  - pucharu:
    - Turcji (2004)
    - Prezydenta Turcji (2004)
- Finalistka:
  - pucharu:
    - Francji (2006)
    - Rosji (2009, 2010, 2014)

  - turnieju Federacji Francji (2006)

### Reprezentacja
- Wicemistrzyni uniwersjady (1999)[7]